# انتم

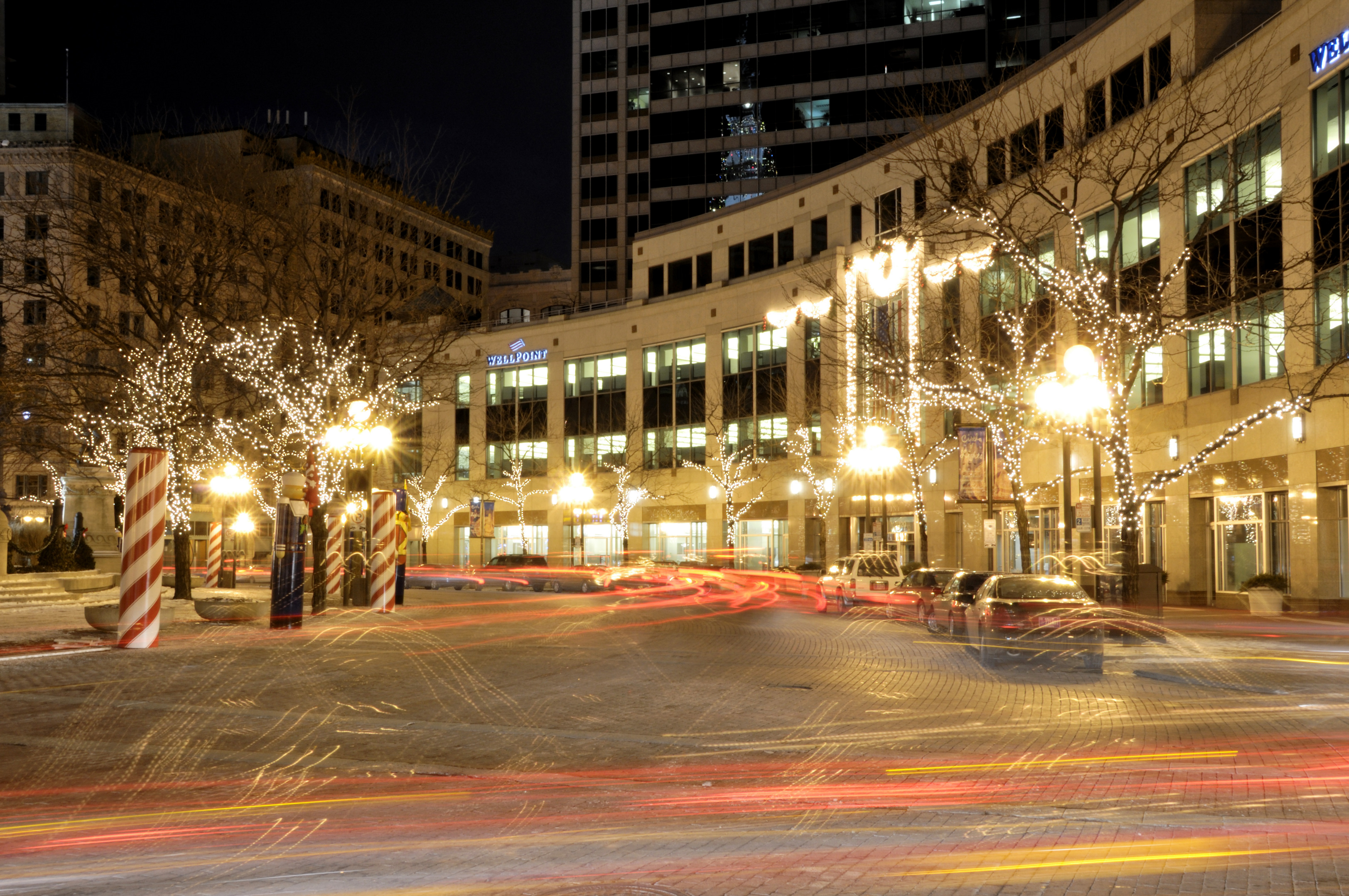
ساختمان مرکزی شرکت آنتم

انتم، (به انگلیسی: Anthem) شرکت مدیریت بهداشت و درمان آمریکایی است، که در زمینه ارائه خدمات بیمه‌های درمانی و مراقبت‌های پزشکی فعالیت می‌نماید. تا قبل از ۲۰۱۴ میلادی این شرکت به اسم ول‌پوینت (به انگلیسی: WellPoint) شناخته می‌شد.
شرکت آنتم در سال ۲۰۰۴ با ادغام شرکت بیمه آنتم و ول‌پوینت هلت نتورکس راه‌اندازی شد. دفتر مرکزی این شرکت در شهر ایندیاناپولیس، ایندیانا قرار دارد و سهام آن در بازار بورس نیویورک معامله می‌شود.

## لو رفتن اطلاعات در سال ۲۰۱۵ میلادی
طی حملات سایبری که در سال ۲۰۱۴ آغاز شد و چندین ماه نیز ادامه داشت اطلاعات نزدیک به 79 میلیون نفر از مشتریان این شرکت ابتدا جمع آوری شد و در یک فایل فشرده سرقت و به چین ارسال شد. یک تبعه چین با نام فوجی وانگ و فردی که از او با نام جان دو یاد می‌شود توسط دادگاهی در ایالات متحده آمریکا بابت این موضوع محکوم شدند. شرکت انتم در سال ۲۰۱۷ بیش از ۱۱۷ میلیون دلار به مشتریان خود بابت شکایتشان از نشت اطلاعات آنها پرداخت کرد. از آنجا که هیچ کدام از داده‌های دزدیده شده تا کنون برای مقاصد جنایی فروخته نشده است احتمال می‌رود این حمله سایبری از پشتیبانی دولتی برخوردار بوده است. 